# Stefano Garzelli
Stefano Garzelli (Varese, 16 juli 1973) is een voormalig Italiaans wielrenner. Sinds 2014 is hij ploegleider bij Neri Sottoli.

## Carrière
De in Varese geboren Garzelli werd beroepswielrenner in 1997. Hij was tussen 1997 en 2000 een ploegmaat van Marco Pantani bij de Mercatone Uno-ploeg en toen hij in 1998 doorbrak met twee ritzeges en een eindzege in de Ronde van Zwitserland werd hij dan ook veelvuldig met Pantani vergeleken. Het leverde hem de bijnaam Piratino op, oftewel kleine Piraat (Pantani's bijnaam was Piraat). Hoewel Garzelli misschien als klimmer iets moet onderdoen voor Pantani in zijn beste jaren, is hij een betere tijdrijder die bovendien, zeker als het bergop gaat, een behoorlijk goede sprint in de benen heeft.
Garzelli's definitieve doorbraak kwam in 2000 toen hij, na een spannende strijd met Francesco Casagrande en Gilberto Simoni, de Ronde van Italië wist te winnen. Omdat hij nog steeds bij Pantani in de ploeg reed, die zichzelf nog altijd als absolute kopman zag, besloot Garzelli bij de Mapei-ploeg van Alvaro Crespi te gaan rijden. De Giro reed hij dat jaar niet uit, maar werd wel veertiende in de Ronde van Frankrijk, zijn beste prestatie daar ooit.
Het jaar erop reed Garzelli de Giro alweer niet uit, ditmaal wegens vermeend gebruik van doping, maar in 2003 werd hij tweede en een jaar later nog eens zesde en won hij respectievelijk twee en één etappes. Garzelli won in 2004 ook de Ronde van Aragon. In de Ronde van Italië 2005 kwam hij ten val, verloor vervolgens veel tijd in de eerste serieuze bergetappe en kwam twee dagen later niet meer aan de start. In 2006 won hij de 45e editie van Rund um den Henninger-Turm en de 5e etappe in de Ronde van Luxemburg.
In 2007 mocht Garzelli deelnemen aan de Ronde van Italië van dat jaar, nadat zijn ploeg Acqua & Sapone een wild-card had ontvangen voor deze wedstrijd. Garzelli was er uiterst succesvol met twee etappezeges en eindigde als 16de in het eindklassement. In 2008 mocht zijn ploeg niet deelnemen aan de Ronde van Italië, maar in 2009 was hij wel aanwezig. Hij behaalde de bergtrui en een zevende plaats in het eindklassement.
In 2010 wist Garzelli, inmiddels 36, de rittenkoers Tirreno-Adriatico aan zijn palmares toe te voegen, door in de laatste tussensprint van de laatste rit 1 seconde bonificatie te pakken. Hij stond namelijk 1 seconde achter op Michele Scarponi, maar door de gelijke stand gaven de eerdere klasseringen de doorslag.
In de Giro van dat jaar won hij ook een mooie rit: de klimtijdrit naar de Kronplatz.

## Doping
Op 27 juli 2002 werd hij door het Zwitsers Olympisch Comité voor negen maanden geschorst wegens het gebruik van verboden middelen. Zijn positieve plas in mei afgenomen op maandag na de tweede etappe van naar Luik. Hij zou positief getest zijn op een Probenecid, een vochtafdrijvend middel om eventueel doping te maskeren.
Ook werd zijn overwinning van de vijfde etappe afgenomen en kreeg hij een boete opgelegd van 50.000 Frank. Garzelli zei over het dopingincident: "Het moet het waterhoen geweest zijn dat ik heb gegeten. Het vlees was verontreinigd." en de ploegleiding meldde hierover: "Een onbekende heeft in onze ontbijtmelk geroerd. Dat zag je in de etappe van die dag. Al onze renners moesten veel plassen."

## Belangrijkste overwinningen
1998
4e en 5e etappe Ronde van Zwitserland
Eindklassement Ronde van Zwitserland
1999
GP Miguel Indurain
3e etappe Ronde van het Baskenland
2000
GP Nobili Rubinetterie
18e etappe Ronde van Italië
 Eindklassement Ronde van Italië
8e etappe Ronde van Zwitserland
Bergklassement Ronde van Zwitserland
2001
6e etappe Ronde van het Baskenland
GP Industria & Artigianato
7e etappe Ronde van Zwitserland
2002
2e en 5e etappe Ronde van Italië
2003
1e etappe Ronde van Trentino
3e en 7e etappe Ronde van Italië
2004
Eindklassement Ronde van Aragón
2e etappe Ronde van Romandië
19e etappe Ronde van Italië
2005
Puntenklassement Ronde van Romandië
Tre Valli Varesine
2006
Rund um den Henninger-Turm
4e etappe Ronde van Luxemburg
Tre Valli Varesine
Trofeo Melinda
2007
3e etappe Ronde van Trentino
14e en 16e etappe Ronde van Italië
2e etappe Ronde van Slovenië
2008
2e en 4e etappe Ronde van Trentino
2e en 3e etappe Ronde van Asturië
GP van Wallonië
2009
Cima Coppi
 Bergklassement Ronde van Italië
2010
Eindklassement Tirreno-Adriatico
16e etappe Ronde van Italië (individuele klimtijdrit)
2011
Cima Coppi
 Bergklassement Ronde van Italië

## Resultaten in voornaamste wedstrijden
| Jaar | Ronde van Italië | Ronde van Frankrijk | Ronde van Spanje |
| ---- | ---------------- | ------------------- | ---------------- |
| 1997 | 9e               |                     |                  |
| 1998 | 21e              |                     |                  |
| 1999 | opgave           | 32e                 |                  |
| 2000 | ↑ (1)            |                     |                  |
| 2001 | opgave           | 14e                 |                  |
| 2002 | opgave (2)       |                     |                  |
| 2003 | ↑ (2)            | opgave              |                  |
| 2004 | 6e (1)           |                     | 11e              |
| 2005 | opgave           | 32e                 |                  |
| 2006 |                  | 54e                 |                  |
| 2007 | 16e (2)          |                     |                  |
| 2008 |                  |                     |                  |
| 2009 | 5e               |                     |                  |
| 2010 | opgave (1)       |                     |                  |
| 2011 | 25e              |                     |                  |
| 2013 | 108e             |                     |                  |

| Jaar | Milaan-San Remo | Amstel Gold Race | Luik-Bast.‑Luik | Ronde van Lombardije | Clásica San Sebastián | Rund um den Henninger-Turm |  | WK op de weg |  | Wereldranglijsten |
| ---- | --------------- | ---------------- | --------------- | -------------------- | --------------------- | -------------------------- |  | ------------ |  | ----------------- |
| 1997 |                 |                  | 42e             |                      | 59e                   | 14e                        |  |              |  |                   |
| 1998 |                 |                  |                 |                      | 119e                  | Brons                      |  |              |  |                   |
| 1999 | 4e              |                  | 20e             |                      | 136e                  |                            |  |              |  |                   |
| 2000 | 7e              |                  |                 |                      | 88e                   |                            |  |              |  |                   |
| 2001 |                 |                  |                 |                      | 6e                    |                            |  |              |  |                   |
| 2002 |                 |                  | ↑               |                      |                       |                            |  |              |  |                   |
| 2003 |                 |                  |                 |                      | 12e                   |                            |  |              |  |                   |
| 2004 |                 |                  | 62e             |                      | 20e                   |                            |  | opgave       |  |                   |
| 2005 |                 |                  |                 |                      | 4e                    |                            |  |              |  |                   |
| 2006 | 7e              | 36e              | 32e             |                      | ↑                     | Goud                       |  |              |  |                   |
| 2007 | 47e             |                  |                 | 66e                  |                       |                            |  |              |  |                   |
| 2008 |                 |                  |                 | 8e                   |                       |                            |  |              |  |                   |
| 2009 | 50e             |                  |                 |                      |                       |                            |  | 71e          |  | 26e (UWK)         |
| 2010 | 83e             |                  | 17e             |                      |                       |                            |  |              |  | 38e (UWK)         |
| 2011 |                 |                  |                 |                      |                       |                            |  |              |  |                   |
| 2013 |                 |                  |                 |                      |                       |                            |  |              |  |                   |